# Bogdanići
Bogdanići (cyr. Богданићи) – wieś w Bośni i Hercegowinie, w Republice Serbskiej, w gminie Novo Goražde. W 2013 roku liczyła 27 mieszkańców.